# ПОТОП (видавництво)
ПОТОП — незалежне українське видавництво. Співзасновники і керівники — Сергій Воронов, також учасник гурту Джозерс, та Олесь Ніколенко, колишній шеф-редактор bit.ua.
Позиціює себе саме як видавництво, фактично поєднує в собі музичний лейбл та медіа.

## Історія
ПОТОП був започаткований у вересні 2018 року як телеграм-канал про сучасну українську музику.
Серед засновників — Сергій Воронов, Олесь Ніколенко та Влад Ящірка, що до цього працювали над виданнями bit.ua, Muzmapa та СЛУХ.
З 2019 року ПОТОП запустив сайт з із повноцінними матеріалами та інтерв'ю і почав займатися музичною дистрибуцією через французьку компанію Believe.
У тому ж році виходить Потоп подкаст — подкаст про музику та культуру.
Як видавництво свою діяльність проєкт розпочав у лютому 2021 року з публікації книги «Філософія низького сорту».
11 березня того ж року за підтримки компанії Jägermeister Ukraine вийшов перший друкований номер журналу ПОТОП «Україна: нове покоління». Увесь наклад розкупили трохи більше, ніж за місяць. У тому ж році вийшов другий номер, «Тікаємо від суспільства».
З 2022 Потоп почав працювати через The Orchard та перетворився на повноцінний лейбл. Того ж року вийшов третій номер журналу, «Країна мрій», на обкладинках — один з засновників гіпі-фестивалю «Шипіт», здолбунівський художник Олександр Фещук та артистка ТУЧА.
У листопаді 2023 року вийшов четвертий випуск журналу ПОТОП «Нова глава». Героями, які з'явились на обкладинці стали репери Паліндром та Ницо Потворно.
У жовтні 2024 року вийшов п'ятий випуск «Непомітні», на обкладинках: Євген Володченко (Курган, учасник гурту «Курган & Agregat») та легендарний колектив «Хамерман Знищує Віруси».

## Артисти лейблу
Ницо Потворно, Джозерс, Karoon, sucilna_nevdacha.exe, drimandr, Yuvi, Максим Тощо, figurat та інші.

## Видання
- 2021 — «Філософія низького сорту»[13]
- 2021 — Журнал ПОТОП № 1 «Україна: нове покоління»[14]
- 2021 — Журнал ПОТОП № 2 «Тікаємо від суспільства»
- 2022 — Журнал ПОТОП № 3 «Країна мрій»[15]
- 2023 — Журнал ПОТОП № 4 «Нова глава»[16][17]
- 2024 — Журнал ПОТОП № 5 «Непомітні»[18]